# Acrolophus carphologa
Acrolophus carphologa är en fjärilsart som beskrevs av Edward Meyrick 1919. Acrolophus carphologa ingår i släktet Acrolophus och familjen Acrolophidae. Inga underarter finns listade i Catalogue of Life.